# Schweizer Schule Genua
Die  Schweizer Schule Genua – Scuola Svizzera di Genova – war eine Auslandschweizerschule, die im 19. Jahrhundert gegründet und 1983 geschlossen wurde.

## Schweizer Kolonie und Schweizer Institutionen
Zu Beginn des 19. Jahrhunderts liessen sich wohlhabende Schweizer Kaufleute, Bankiers und Spediteure in Genua nieder. Sie gründeten ihre eigenen Institutionen: Eine evangelisch-reformierte Kirche (1824) und ein internationales evangelisches Hospital (1856), unter Mitwirkung aller protestantischen Gemeinden vor Ort; eine gemeinnützige Gesellschaft (1861), die Helvetische Union (Unione Elvetica, 1889) und 1891 einen Kultur- und Geselligkeitsverein (Circolo Svizzero).

## Ecole Protestante(1851–1860)
Die Gründung der Schweizerschule geht, nach einem ersten erfolglosen Versuch im Jahre 1833, auf das Jahr 1851 zurück, als Auswanderer aus der Waadt und dem Kanton Genf die Ecole Protestante gründeten; aus diesem Grund war die Unterrichtssprache Französisch. Der erste Direktor war der Genfer Louis Oltramare (1851–1856), gefolgt von Louis Steiner (1857–1868), ebenfalls aus Genf.
Die Schule stand bis 1860 nur protestantischen Kindern offen. Dann erhielt die  Schule unter dem Einfluss des Pastors Amédée Bert eine laizistische und internationale Prägung; die Ecole Protestante wurde zur Ecole Suisse, Institut International.

## Ecole Suisse
Die Schule war von Anfang an koedukativ; in drei Klassen wurden ca. zwei Dutzend Mädchen und Jungen gemeinsam unterrichtet. Neben der französischen Hauptsprache wurden weitere Sprachen unterrichtet; Religionsunterricht wurde nicht erteilt. Im Jahre 1880 besuchten schon 140 Schülerinnen und Schüler die Schule. Danach nahm die Schülerzahl bis 1906 stetig ab, nach 1906 jedoch wieder zu. (155 Schüler im Jahre 1912, 200 im Schuljahr 1920/21). Während der Anteil der Schweizer Schüler im Laufe der Jahre etwa gleich blieb (25–30 %), nahm die Anzahl der ausländischen Schüler stark zu. Von den 177 Schülern, die im Schuljahr 1922–1923 die Schweizer Schule Genua besuchten, kamen 43 aus der Schweiz.
Die Gründung der Unione Elvetica 1889 ermöglichte den Ankauf einer eigenen Liegenschaft an der via Peschiera. Davor befand sich die Schule an der Via Assarotti (bis 1871) und an der Via Curtatone (bis 1890). Als Direktoren standen bis ca. 1920 der Schule vor: A. Bert, Martin Kunz, Albert Lagier, Alfonso Auberson, Léon Weber (1895–1901) und Gabriel Wiéland.

## Zweiter Weltkrieg und Nachkriegszeit
Wegen den Bombardierungen während des Zweiten Weltkrieges musste die Schule 1942/1943 ihre Tore schliessen. Sie wurde erst 1946 wieder eröffnet.
In der unmittelbaren Nachkriegszeit war die finanzielle Lage der Schule prekär. Ausserdem nahm der Anteil Schweizer Schüler stetig ab (9 % im Jahre 1983), und die Unterrichtssprache Französisch wurde zunehmend von der italienischen Sprache verdrängt. Der Bund entzog der Schule die Bundessubventionen, was 1983 zur Schliessung der Schule führte.

## Bekannte Schülerinnen und Schüler
- Fernanda Pivano (1917–2009), italienische Schriftstellerin und Übersetzerin